# Bình An đường
Bình An đường còn gọi là Bình An gia là nơi khám, điều trị và dưỡng bệnh cho thái giám, nữ quan, cung nhân, thị nữ triều Nguyễn khi lâm bệnh nặng.

## Lịch sử
Theo Lịch triều hiến chương loại chí thì Bình An Đường được xây dựng vào tháng 10 năm 1823, theo ý chỉ của vua Minh Mạng để làm  khu an dưỡng, khám, điều trị bệnh, đặt dưới sự trông coi của Thái Y Viện. Bình An Đường được xây dựng sát bên cửa hậu của Hoàng thành Huế (hiện nay là đầu đường Đặng Thái Thân giao với đường Đoàn Thị Điểm, TP Huế).
Theo tài liệu Châu bản triều Nguyễn còn ghi lại dưới triều vua Duy Tân, Bình An đường trước kia là một ngôi nhà có 6 vì kèo 5 gian 2 chái.
Bình An Đường chia thành hai phần nhà khám, bốc thuốc, châm cứu.. để chữa bệnh và nhà an dưỡng dành cho những bệnh nhân già, yếu không thể đi lại được. Phía Bắc của Bình An Đường có riêng một tòa Cung Giám Viện - nơi ngày xưa các thái giám ăn ở, chờ đợi được khám, chữa bệnh (theo phong tục vẫn phải tách rời các thái giám (á nam) với phụ nữ). Trong khuôn viên Bình An Đường đã từng trồng rất nhiều loài cây thuốc nam để tiện cho việc sử dụng và chữa bệnh. Bệnh nhân ở Bình An Đường được phát thuốc men điều trị từ kho thuốc trong hoàng cung mà không phải trả tiền. Bình An Đường không chỉ là nơi trị bệnh đơn thuần cho các thái giám, cung tần, mà còn là chỗ cho các cung tần văn số trút hơi thở cuối cùng.
Năm Duy Tân thứ 4 (1910), do hư hỏng nặng, tòa nhà Bình An đường được tháo dỡ để làm lại một ngôi nhà vuông gồm 2 vì kèo 1 gian 2 chái.
Khi nhà Nguyễn cáo chung, Bình An đường cũng bị lãng quên. Có giai đoạn Bình An đường trở thành quán cà phê nhưng hiện nay đóng cửa, nơi đây trở nên hoang phế.